# Vanda Daminato
Vanda Daminato (Mezzolombardo, 24 maggio 1951) è un'artista e pittrice italiana.
Attualmente vive a Milano.

## Biografia
Ha trascorso parte della sua infanzia e giovinezza a Brescia e Bolzano. Dopo essersi diplomata si iscrive alla Facoltà di Giurisprudenza a Ferrara e contemporaneamente inizia a occuparsi di arte. Il risultato del suo lavoro è espressione di lei stessa ed è una perfetta fusione tra storia e cultura italiana. Nel corso della sua vita artistica, iniziata nel 1997, Daminato ha mantenuto uno stile coerente, immune dalle contaminazioni delle correnti ed avanguardie. Ancora oggi i suoi lavori sono caratterizzati da tecnica, cura del dettaglio e colori.

## Opere
Nei suoi lavori si raccontano storie, amori, ricordi d'infanzia; i titoli, molte volte, nascono ancor prima dell'opera stessa.
Sue opere sono state esposte sia in Italia che all'estero.
Principali esposizioni:
- Palazzo Grassi, Venezia, 1979
- Galerie Internazionale, New York, 1981
- Museo Leonardo Da Vinci, Milano, 1987
- Villa Olmo, Como, 1987
- Palazzo della Gran Guardia, Verona, 1987
- Museo d'arte moderna, Malta, 1988
- Castello San Giusto, Trieste, 1989
- Fortezza da Basso, Biennale Internazionale dell'Arte Contemporanea, Firenze, 2001[1]
- Sharjah Art Museum, Artcard, 2005

## Pubblicità
Tra il 1991 e il 1995 come creativo ha curato l’immagine  di varie aziende italiane in occasione di manifestazioni ed esposizioni internazionali.
Creatrice dell'Immagine dei Gruppi:
- Maristel-Sirti-Pirelli
- Telecom'91
- 6e Exposition Mondiale des Télécomunications, Ginevra, 1991
- Gruppo Ambroveneto-La Centrale Fondi Spa

Ha realizzato manifesti pubblicitari per l'European Foundation for Human Values e per il Premio Bancarella Sport.
Tra i suoi collezionisti italiani si annoverano i Gruppi:
- Goglio Luigi Milano Spa
- Sarplast Spa
- Meritalia Spa